# Austrian Cooperative Research
ACR – Austrian Cooperative Research ist der Dachverband der kooperativen außeruniversitären Forschungsinstitute in Österreich, die vor allem kleine und mittlere Unternehmen im Bereich der anwendungsorientierten Forschung, Entwicklung und Innovation (FEI) unterstützen. Der Sitz des Vereins ist Wien im Haus der Forschung (1090 Wien). 2020 erwirtschaftete das ACR-Netzwerk einen Gesamtumsatz von 62,2 Millionen Euro.
Mitglieder sind außeruniversitäre Forschungsinstitute. Als Innovationsbegleiter und Forschungsexperten für KMU bieten die 17 ACR-Institute wirtschaftsnahe F&E-Dienstleistungen, Technologie- und Wissenstransfer, Förderberatung sowie hochwertiges Prüfen & Messen. Die ACR bildet auch das Bindeglied zur Industrie, zur Wissenschaft sowie zu internationalen Einrichtungen wie der EARTO.
Der Verband wurde im Jahr 1954 als Vereinigung der kooperativen Forschungsinstitute der gewerblichen Wirtschaft Österreichs gegründet. Im Jahr 1980 änderte der Verein seinen Namen auf Vereinigung der kooperativen Forschungsinstitute der österreichischen Wirtschaft (VKF). Im Jahr 1992 erhielt der Verein seinen heutigen Namen.
Seit 1995 wird die ACR durch das Wirtschaftsministerium, heute Bundesministerium für Digitalisierung und Wirtschaftsstandort, unterstützt.
Die ACR setzt sich aus der ACR-Geschäftsstelle, dem Aufsichtsrat, dem Beirat sowie den ordentlichen, außerordentlichen und assoziierten Mitgliedern zusammen. Präsidentin der ACR ist seit 2020 die Unternehmerin Iris Filzwieser (METTOP GmbH).

## Mitglieder
Die Mitglieder setzen sich aus 17 ordentlichen, den außerordentlichen und den assoziierten Mitgliedern zusammen.

### Ordentliche Mitglieder
- AEE – Institut für Nachhaltige Technologien (AEE INTEC), Gleisdorf
- Bautechnisches Institut Linz (BTI), Linz
- Güssing Energy Technologies (GET), Güssing
- Holzforschung Austria (HFA), Wien
- BVS-Holding GmbH, Linz
- KMU Forschung Austria (KMFA), Wien
- Lebensmittelversuchsanstalt (LVA), Wien
- Österreichisches Forschungsinstitut für Chemie und Technik (OFI), Wien
- Österreichisches Gießerei-Institut (ÖGI), Leoben
- Österreichisches Institut für angewandte Telekommunikation (ÖIAT), Wien
- Schweißtechnische Zentralanstalt (SZA), Wien
- Versuchsanstalt für Getreideverarbeitung (VG), Wien
- Österreichischer Kachelofenverband (KOV), Wien
- Vereinigung der österreichischen Zementindustrie (VÖZ), Wien
- Zentrum für Elektronenmikroskopie Graz (ZFE), Graz
- Österreichisches Institut für Baubiologie und -ökologie (IBO), Wien
- Industriewissenschaftliches Institut (IWI), Wien
- V-Research, Dornbirn

### Außerordentliche Mitglieder
- AVL-List (AVL), Graz
- CTI – VIENNA Gesellschaft zur Prüfung elektrotechnischer Industrieprodukte GmbH, Wien
- Forschung Burgenland, Eisenstadt
- KMU Akademie & Management AG, Linz
- LVA GmbH, Wien
- V-trion textile research GmbH, Hohenems

### Assoziierte Mitglieder
- Industriellenvereinigung
- Wirtschaftskammer Österreich

## F&E-Schwerpunkte
ACR-Institute sind in folgenden Bereichen der Wirtschaft tätig:
- Innovation & Wettbewerbsfähigkeit
- Nachhaltiges Bauen
- Umwelttechnik & erneuerbare Energien
- Produkte, Prozesse, Werkstoffe
- Lebensmittelqualität & -sicherheit
- Digitalisierung